# اس‌اس روتردام (۱۸۷۲)
اس‌اس روتردام (۱۸۷۲) (به انگلیسی: SS Rotterdam (1872)) یک کشتی بود که طول آن ۸۱٫۸ متر (۲۶۸ فوت ۴ اینچ) بود. این کشتی در سال ۱۸۷۲ ساخته شد.